# Mehdi Ben Romdhane
Mehdi Ben Romdhane (Yverdon-les-Bains, 2 de diciembre de 2001) es un jugador de balonmano suizo que juega de central o lateral izquierdo en el Kadetten Schaffhausen. Es internacional con la selección de balonmano de Suiza.
Su primer gran campeonato con la selección fue el Campeonato Europeo de Balonmano Masculino de 2024.

## Palmarés

### Kadetten Schaffhausen
- Liga de Suiza de balonmano (3): 2019, 2023, 2024
- Copa de Suiza de balonmano (2): 2021, 2024

### GC Amicitia Zürich
- Copa de Suiza de balonmano (1): 2022

## Clubes
| Club                        | País  | Año         |
| --------------------------- | ----- | ----------- |
| Kadetten Schaffhausen       | Suiza | 2017 - Act. |
| GC Amicitia Zürich (cedido) | Suiza | 2021 - 2022 |